# 深裂欧地笋
深裂欧地笋（学名：Lycopus europaeus var. exaltatus）为唇形科地笋属欧地笋种下的一个变种。这一变种与原变种不同在于植株粗大；叶宽4厘米以上，深裂，下部裂片几达基部，其上具羽脉及齿；萼齿通常与萼筒等长，通常短于小苞片；退化雄蕊或缺如呈头状；小坚果常与花萼等长。主要生长于潮湿草地。分布于中国新疆；中欧、南欧。模式标本采自意大利。